# カンサス (バンド)
- カンサス
- カンザス

カンサス（Kansas）は、アメリカ合衆国出身のプログレッシブ・ロックバンドである。
1970年代のアメリカン・プログレ・ハードから誕生したグループの一つ。伝統的な流れを汲む王道のアメリカン・プログレを展開していたが、1980年代にはポップ路線に移行。1990年代以降からは、往年のスタイルに原点回帰している。

## 概要・略歴

### デビュー前
1960年代末、フィル・イハート（ドラムス）、デイヴ・ホープ（ベース）、リチャード・ウィリアムス（ギター）はカンサス州トピカのトピカ・ウエスト・ハイ・スクールの同学年に在学していた。彼等の一級上にはケリー・リヴグレン（キーボード、ギター）がいた。
1969年、フランク・ザッパに触発されたリヴグレンは「サラトガ」（Saratoga）を結成して、カバー曲と自分が書いたプログレッシブ・ロック様のオリジナル曲を演奏し始めた。一方、イハート、ホープ、ウィリアムスが参加した「ホワイト・クローヴァー」（White Clover）というバンドも地盤を固めようとしていた。やがてホワイト・クローヴァーは成功を求めてニューオーリンズに移住して、ジャニス・ジョプリンやグレイトフル・デッドなどと交流した。彼等は1970年の2月から4月にかけてはニューオーリンズのウェアハウス（The Warehouse）に定期的に出演して、スライ＆ザ・ファミリー・ストーン、ジャック・ブルース、マンフレッド・マンなどの前座を務めた。さらに同年12月10日にはドアーズのコンサートの前座として同ステージに立った。
サラトガとホワイト・クローヴァーは合併して「カンサス」と名乗り、リヴグレン、イハート、ホープ、ウィリアムスは同じバンドのメンバーになった。しかし1971年にイハートとホープはホワイト・クローヴァーを再結成する為に脱退し、このカンサスは短命に終わった。リヴグレンはサラトガ時代の仲間とカンサスとしての活動を継続。イハートは1972年にロンドンに行き運を試すが何も得られず、4か月で帰国。彼は全盛期のプログレッシブ・ロックを目の当たりにして衝撃を受け、ホープ、ウィリアムス、ロビー・スタインハート（ヴァイオリン、ボーカル）、スティーヴ・ウォルシュ（キーボード、ボーカル）と5人編成のホワイト・クローヴァーを再結成して、同路線に転向した。
1973年、彼等はレコード会社と契約を結ぶべく、大部分はウォルシュが書いた曲でデモテープを制作した。オーディションの直前にリヴグレンを迎えて6人編成になり、複数のレコード会社にデモテープを送ったところ、ドン・カーシュナーのレコード会社と契約を結ぶに至った。そしてホワイト・クローヴァー改め「カンサス」と名乗った。

### オリジナル・ラインナップ期（1974年 - 1980年）

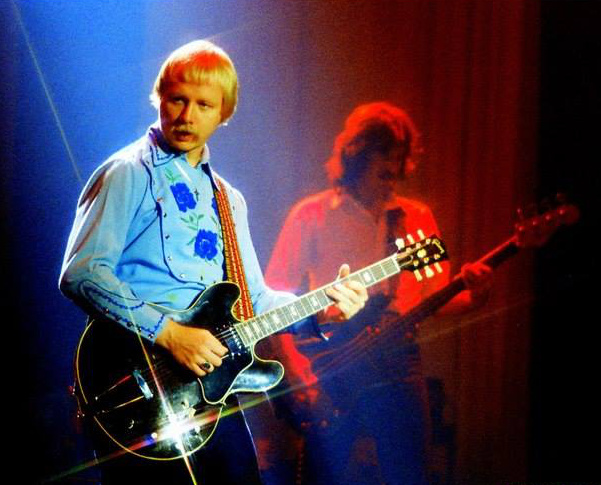
創設者ケリー・リヴグレン(左)

1974年に1stアルバム『カンサス・ファースト・アルバム』でメジャー・デビュー。翌年には『ソング・フォー・アメリカ』と『仮面劇』を発表した。これら3枚はいずれも最終的にゴールド・ディスクを獲得している。

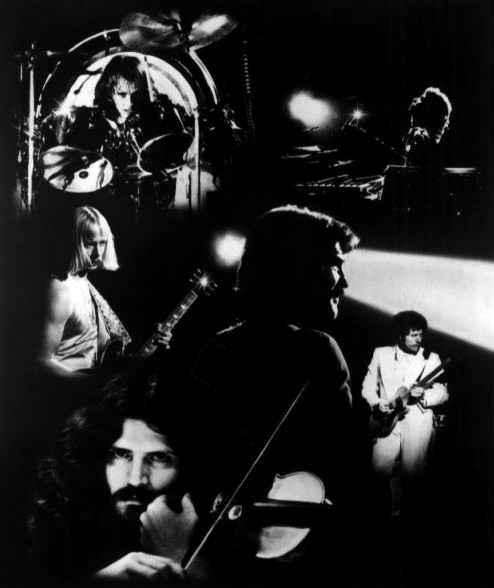
1976年

1976年には『永遠の序曲』を発表。「伝承 (Carry On Wayward Son)」のシングル・ヒットも生まれ、同アルバムは同年中に100万枚、1995年までに400万枚を売る大ヒットとなった。
1977年発表の『暗黒への曳航』からは「すべては風の中に (Dust In The Wind)」が大ヒット。同アルバムの売り上げも同年に100万枚、1995年までに400万枚に到達している。
ライブ活動も積極的に行ない、毎年のように100本以上のツアーをこなしている。1978年には、1977年から1978年の3本のツアーで収録した音源をもとに、2枚組のライブ・アルバム『偉大なる聴衆へ』を発表。同アルバムの売り上げは翌年に100万枚に到達した。
1979年には『モノリスの謎』を発表し、1980年1月に初の日本公演を開催。同年には『オーディオ・ヴィジョン』と、コンスタントにアルバムを発表。

### スティーヴ・ウォルシュ脱退 - 活動停止（1981年 - 1984年）
1981年、ソロとして活動することを決意したウォルシュが脱退を表明する。バンドは新メンバーのオーディションを行い、新人のジョン・エレファンテをボーカル&ソングライターとして迎えた。
新生カンサスとして1982年にアルバム『ビニール・コンフェッション』を発表。先行シングル「Play The Game Tonight」が17位まで上がり、久々のヒットとなる。
1983年の『ドラスティック・メジャーズ』はよりポップでコンパクトにまとめられたアルバムだったが、売上の面では成功しなかった。バンドの象徴的存在だったスタインハートとリヴグレンが脱退。翌年に『ベスト・オブ・カンサス』の発売と同時に活動を停止する。

### 活動再開 - ウォルシュ再度の脱退（1985年 - 2014年）
1985年、ウォルシュが復帰して、ウィリアムス、イハートの3人が中心となり、ギタリストにスティーヴ・モーズを迎えるなど新たな編成で活動再開。翌年に復活アルバム『パワー』を発表。以降はオリジナル・メンバー以外、流動的なメンバー構成で活動を継続する。
2000年にはオリジナル・メンバー全員による再結成を成し遂げ、14thアルバム『サムホエア・トゥ・エルスホエア』を発表した。

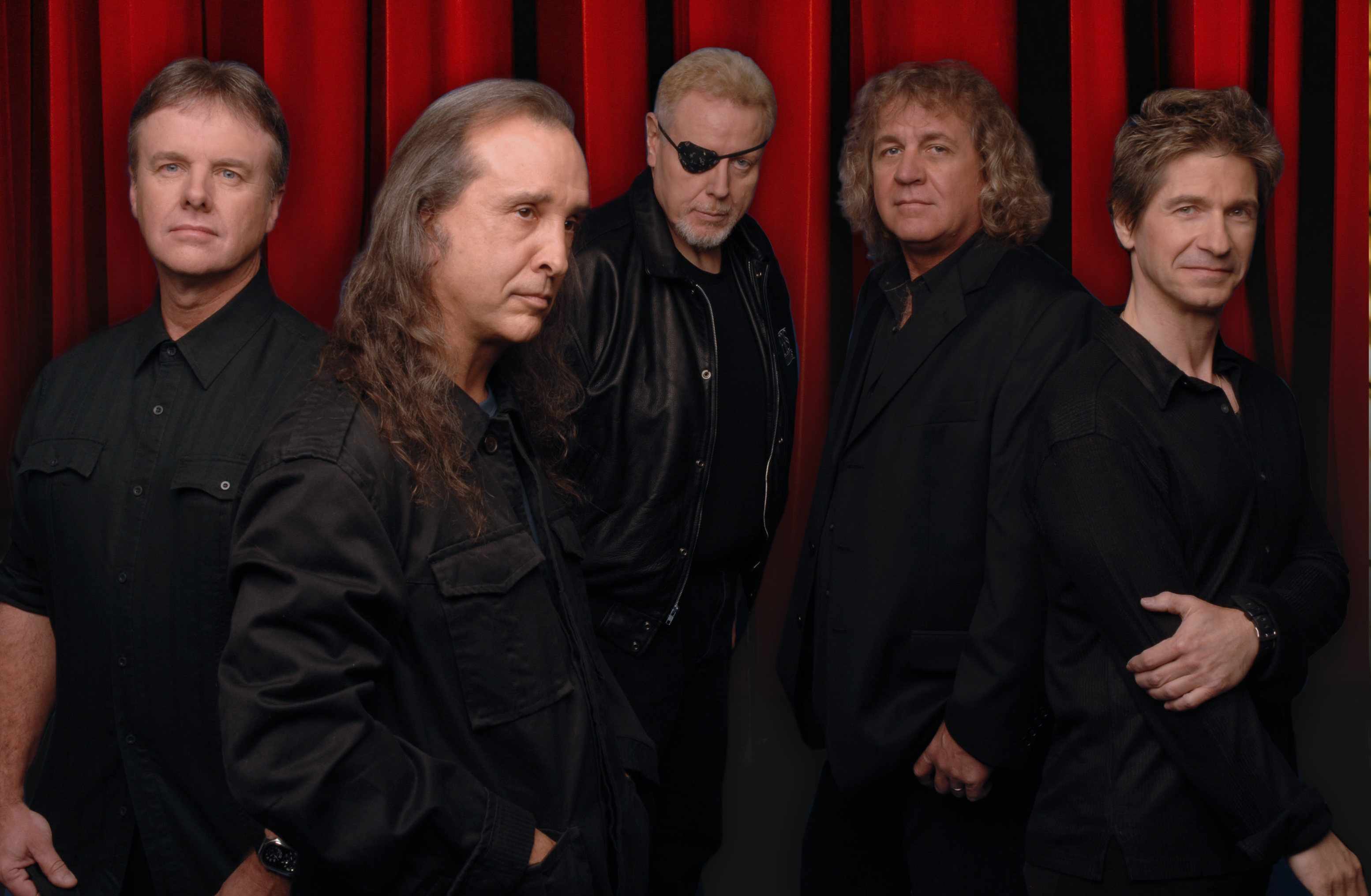
左からイハート、ウォルシュ、ウィリアムス（2008年）

2008年、未発表音源を大幅に加えた『偉大なる聴衆へ』発売30周年記念盤をリリース。
2009年にはオーケストラと共演したライヴDVD『There's Know Place Like Home』をリリース。これには旧メンバーのリヴグレンとモーズがゲスト参加した。
2013年、旧メンバーが客演したオリジナル・ラインナップで、結成40周年記念ライブを開催。
2014年、中心メンバーのウォルシュが再度の脱退。

### 新体制 - 以降（2014年 - 現在）
2014年、ウォルシュの後任に、ロニー・プラット（ボーカル）とデヴィッド・マニオン（キーボード）が加入。
2016年、16年ぶりの15thアルバム『暗黙の序曲』をリリース。ザック・リビ（ギター）が加入し、7人編成に移行する。同年、4thアルバム『永遠の序曲』の発売40周年を記念し、同作品を完全再現したライブ・ツアーを開催した。
2018年、5thアルバム『暗黒への曳航』の発売40周年を記念し、同作品を完全再現したライブ・ツアーを開催。同年末、デヴィッド・マニオンが脱退し、トム・ブリスリンに交代。翌年3月から同ツアーを再開する。
2021年4月、リビが脱退し、6人編成に復帰。7月、オリジナル・メンバーのスタインハートが病没。
2023年、結成50周年記念ツアーを開始。これにデヴィッド・ラグスデールは参加せず降板し、プログレバンドStratospheeriusのリーダーであるジョー・デニンゾンが新加入した。ツアーのサプライズにて、オリジナル・メンバーのリヴグレンとホープが客演している。
2024年、イハートが心臓発作を起こしツアーから離脱。代役は過去にサポート経験があるエリック・ホルムクイストが臨時で務め、さらにザック・リビの復帰が決まった。

## 音楽性とその影響

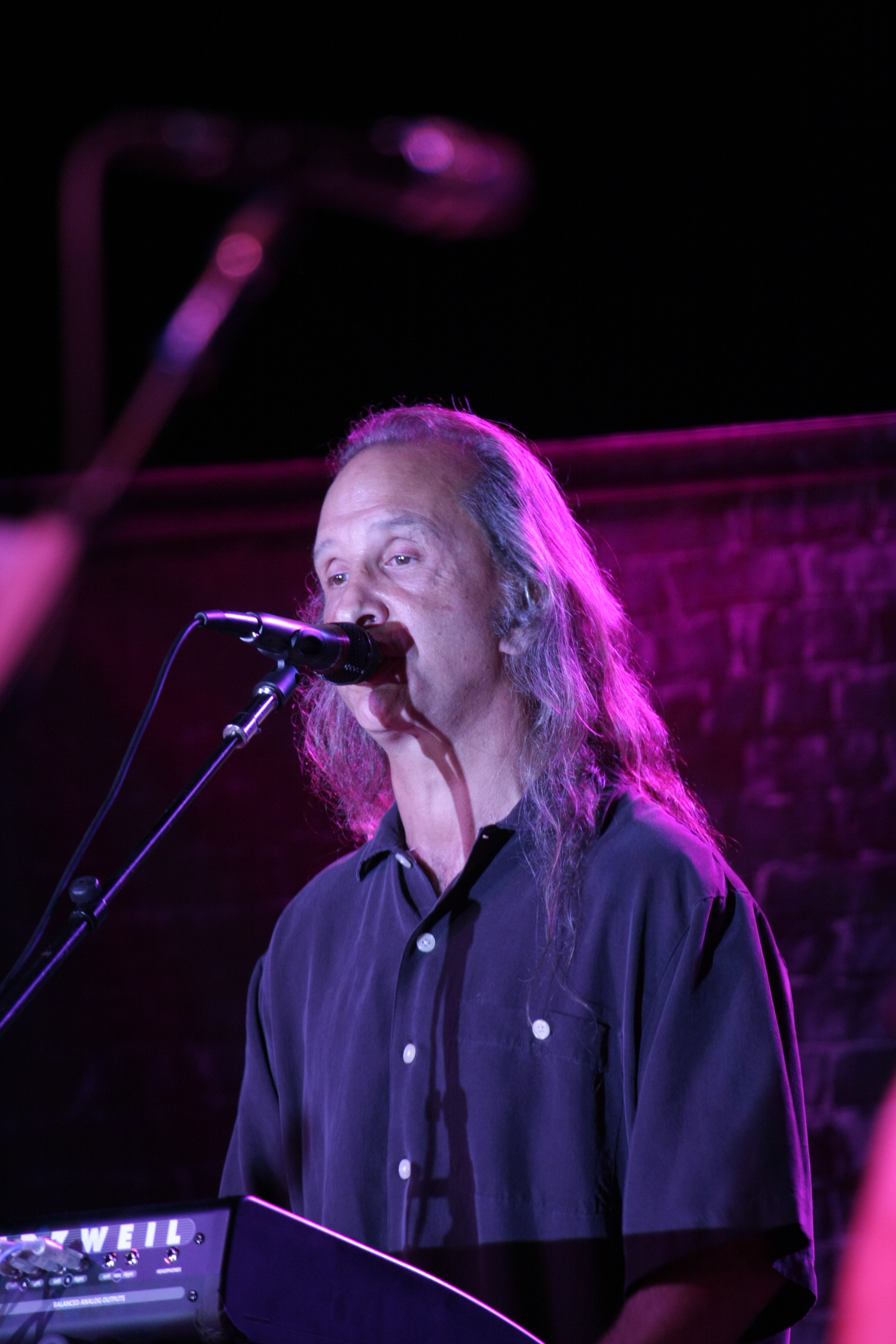
ウォルシュ（2008年）

曲作りの中心はロックンロール指向の強いウォルシュと、プログレッシブ・ロック指向が強いリヴグレンの2人が担い、サウンドも両名の指向が反映された。ウォルシュとスタインハートのツイン・ボーカル、ウィリアムスとリヴグレンのツイン・ギター、リヴグレンとウォルシュのツイン・キーボード、そしてスタインハートのヴァイオリンを加えた斬新な演奏で、デビュー当初から独自の音楽性を展開した。
プログレとしては「イエス」や「ジェネシス」といったシンフォニック・構築的なバンドの影響を受けているが、それらの先逹とは異なり、ハードロック的でアグレッシヴなリズムセクションやバラエティに富んだボーカル、マルチなリード楽器による重層的なアンサンブルなどを武器とした。また当時世界的に隆盛していたハード・ロックを中心として、フォーク、ヘヴィ・ブルーズ、カントリー、ラテンなど、非常に雑多なアプローチを盛り込んだ、洗練されていながら泥臭いというアメリカン・ロックの両端が同居するサウンドも大きな特徴である。デビューが同年だったカナダの「ラッシュ」や、本国の後続である「ドリーム・シアター」「スポックス・ビアード」のように、変則的なリズムを自然に聴かせるアレンジも先進的であった。
アメリカにおけるプログレッシブ・ロック、ことにブリティッシュ・プログレの模倣ではない音楽性を確立したパイオニアとして、スティクス、ジャーニー、ボストンらと「アメリカン・プログレ・ハード」のバンドとして並び称され、後世に与えた影響は少なくない。例えば「伝承」をカバーしているイングヴェイ・マルムスティーンは『偉大なる聴衆へ』を聴いて大きな衝撃を受けたといい、「それまでアメリカのバンドではスティクスをよく聴いていたんだけど、カンサスを知ってからは僕の中でスティクスはかなり小さな存在になってしまったよ」と述べている。
その他にもドリーム・シアターが「伝承」を、サラ・ブライトマン、スコーピオンズが「すべては風の中に」をカバーしている。

## メンバー
※2024年5月時点

### 現ラインナップ
- リチャード・ウィリアムス (Richard Williams) - ギター (1973年- )
- フィル・イハート (Phil Ehart) - ドラムス (1973年- ) - 空軍所属の父の赴任に伴い日本での居住歴あり
- ビリー・グリアー (Billy Greer) - ベース/ボーカル (1985年- )
- ロニー・プラット (Ronnie Platt) - ボーカル/キーボード (2014年- )
- トム・ブリスリン (Tom Brislin) - キーボード (2018年- )
- ザック・リビ (Zak Rizvi) - ギター (2016年-2021年、2024年- )
- ジョー・デニンゾン (Joe Deninzon) - ヴァイオリン (2023年- )

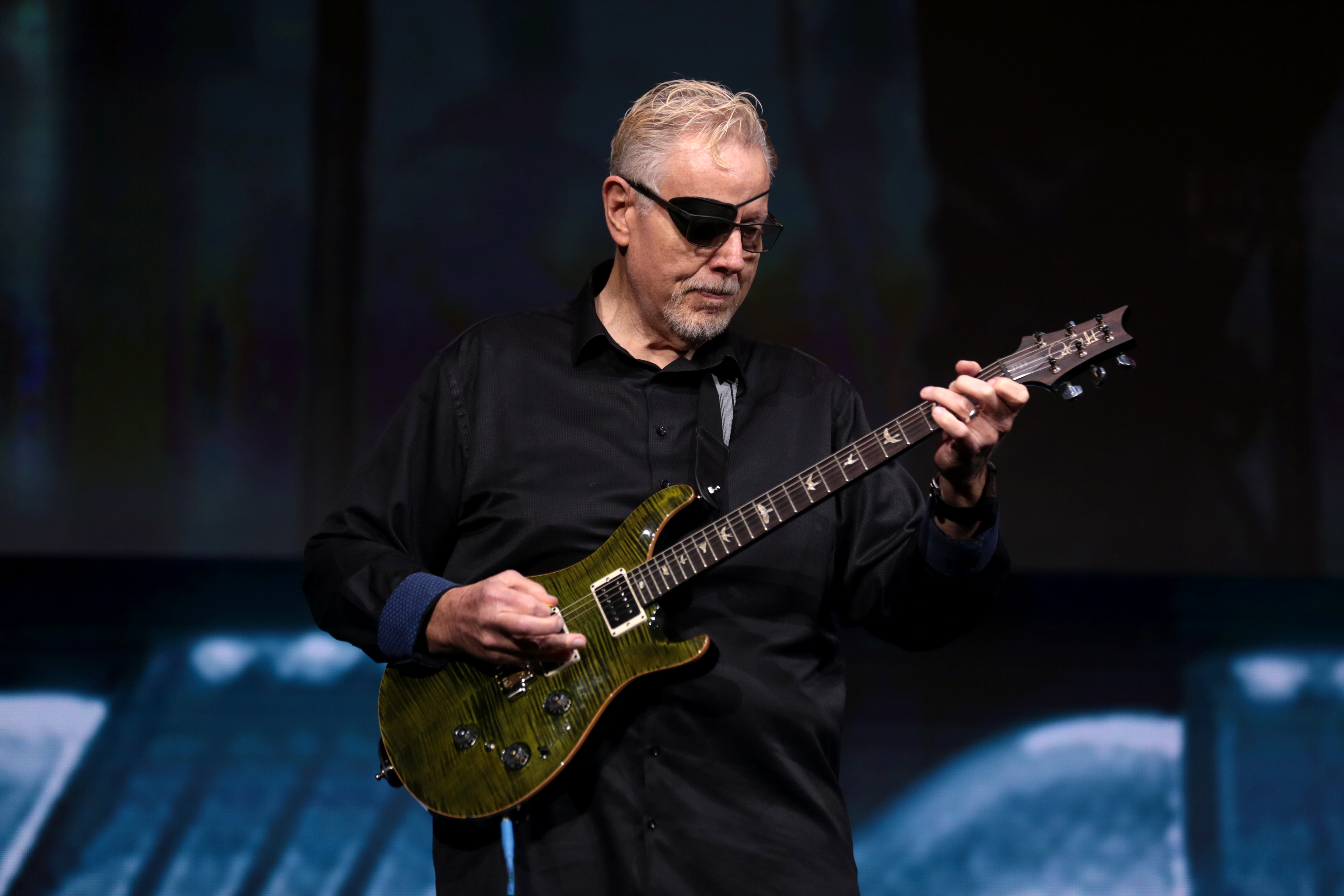
リチャード・ウィリアムス(G) 2017年
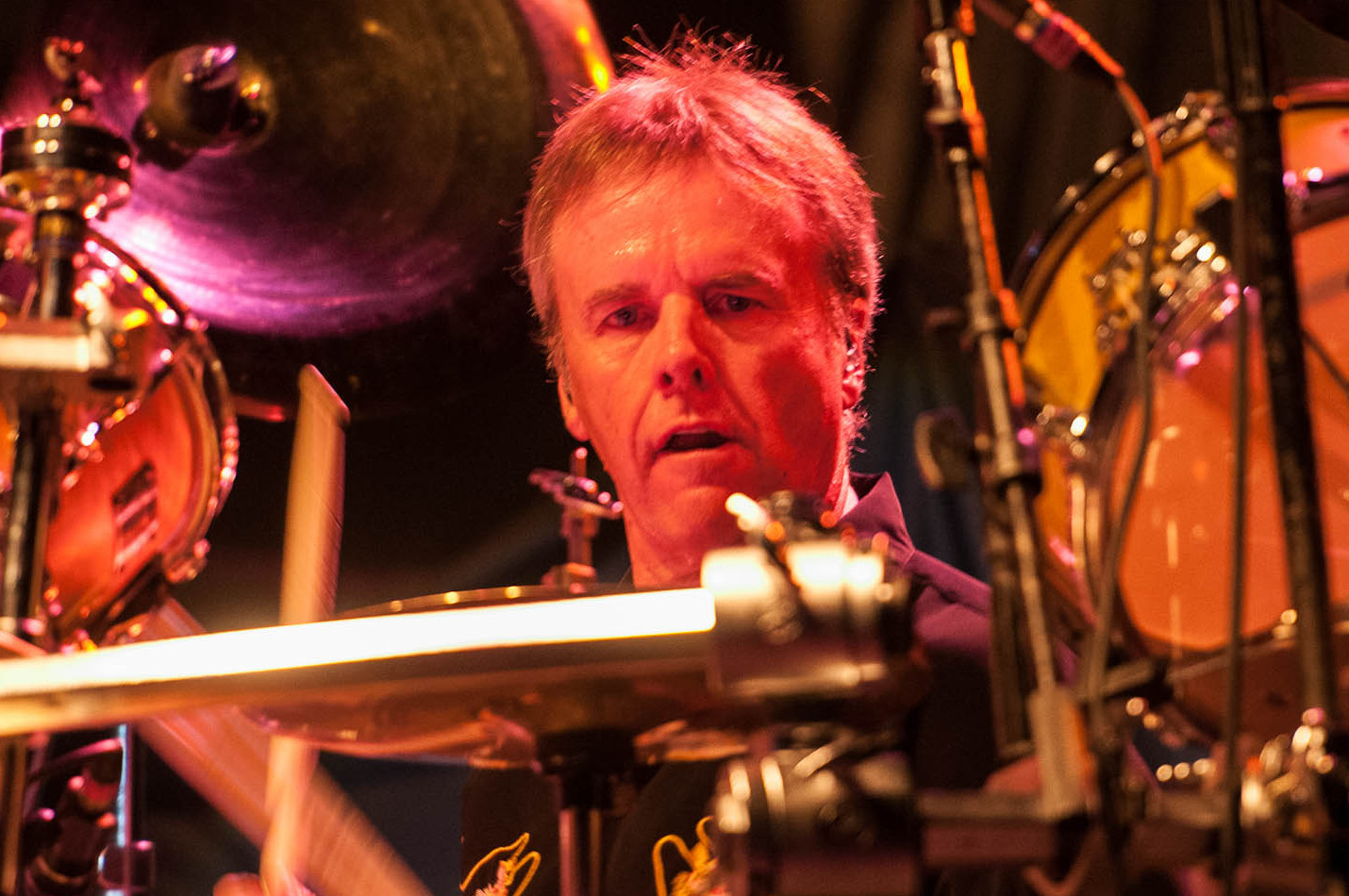
フィル・イハート(Ds) 2012年
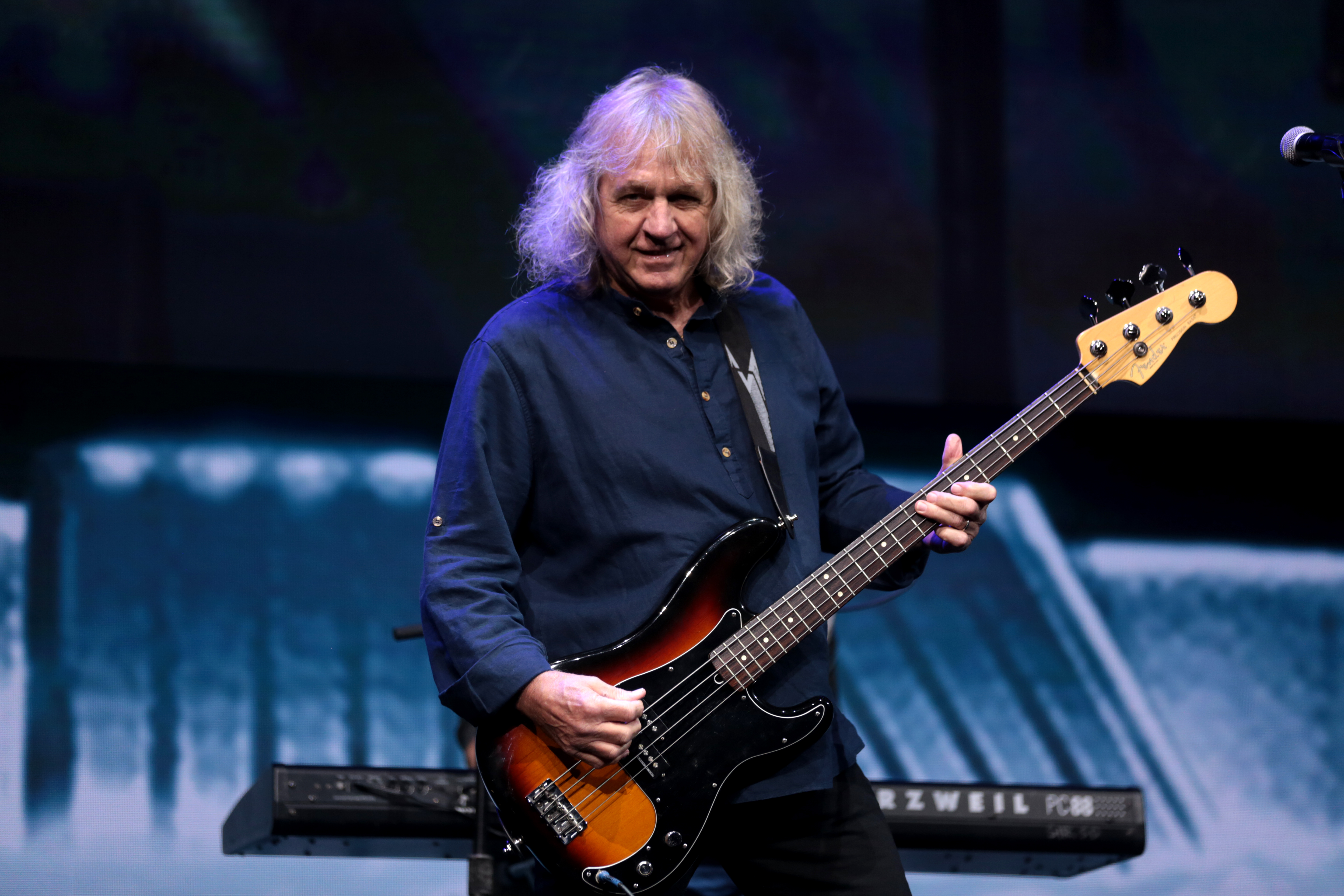
ビリー・グリアー(B) 2017年
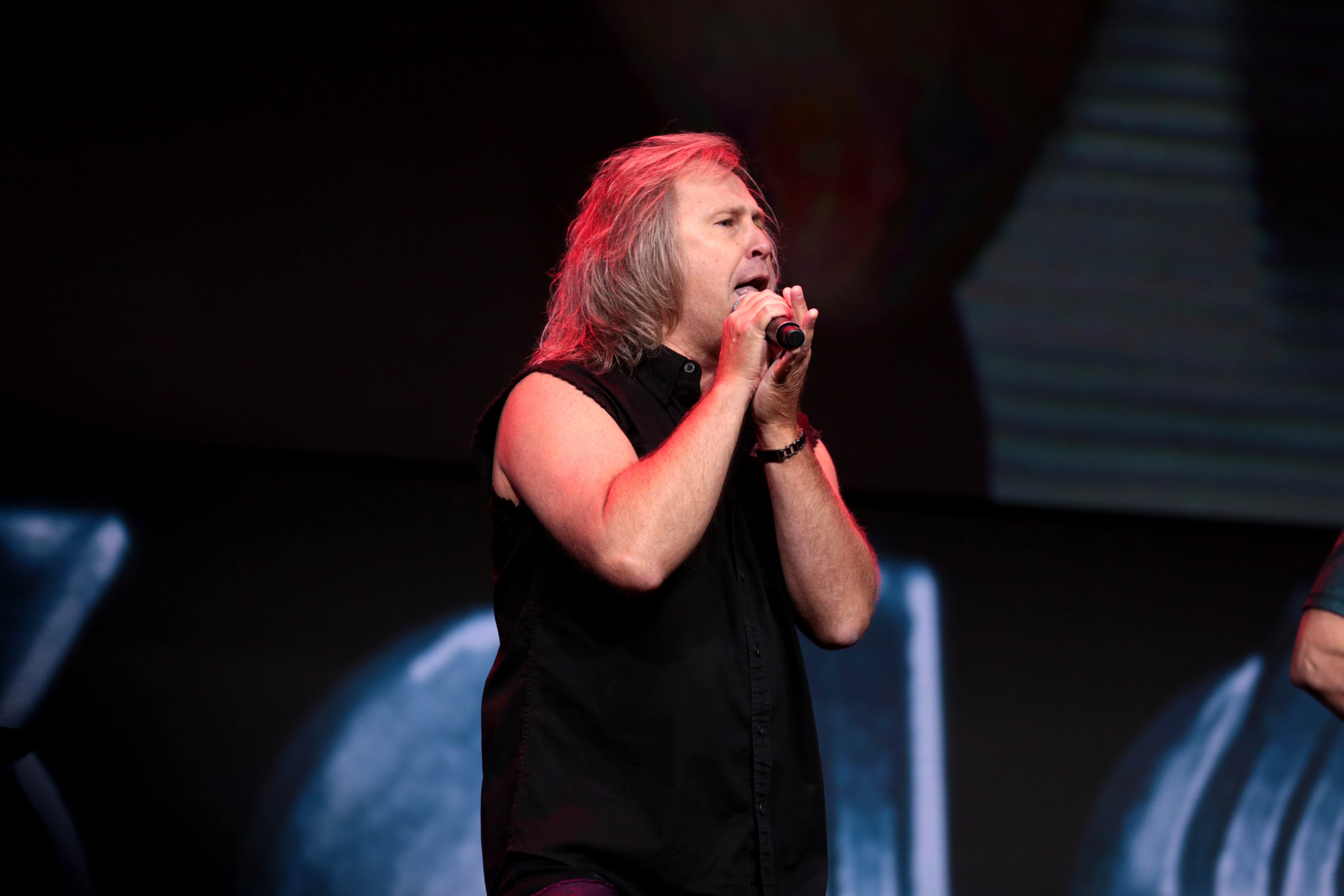
ロニー・プラット(Vo) 2017年
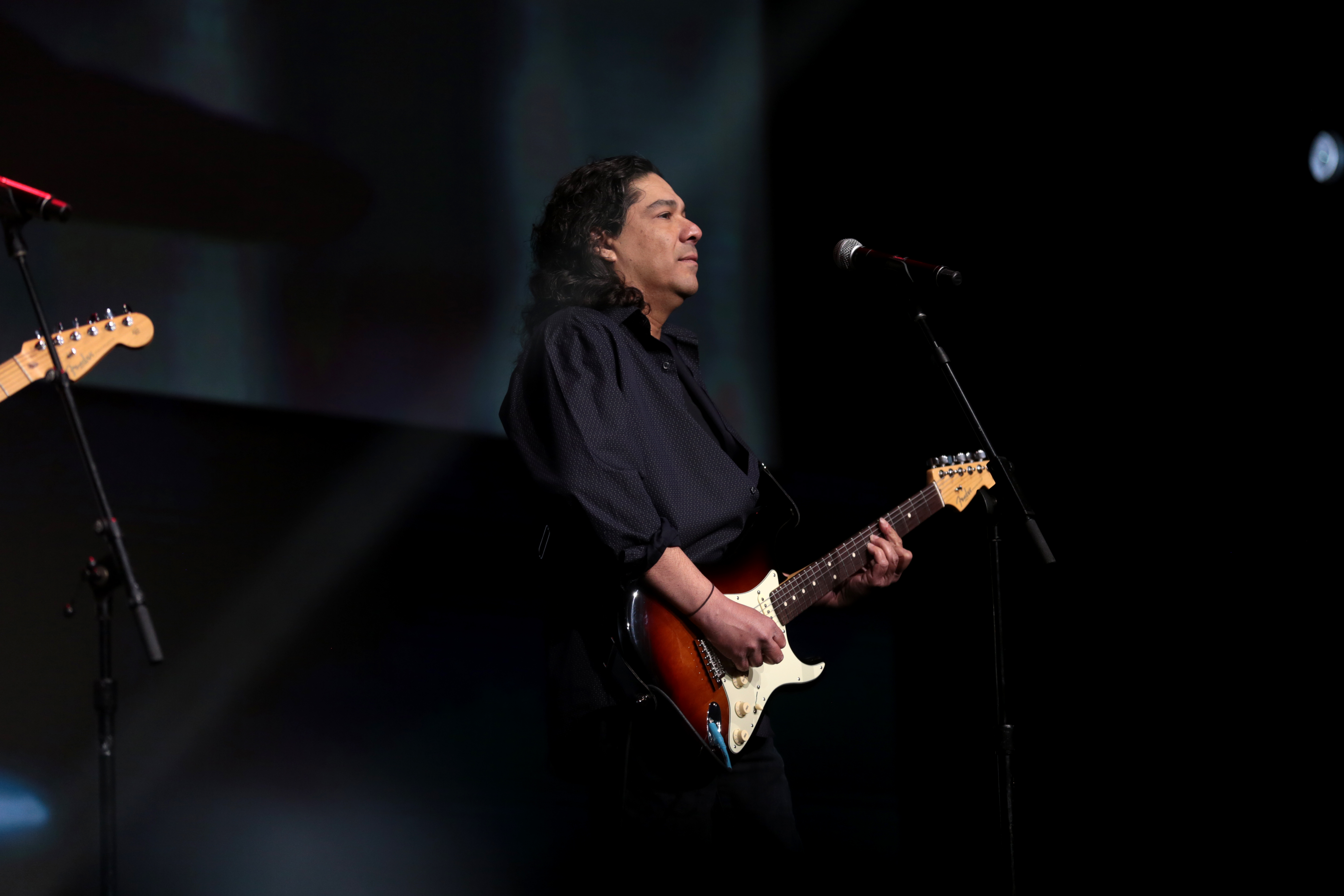
ザック・リビ(G) 2017年

### 旧メンバー
- ケリー・リヴグレン (Kerry Livgren) - リードギター/キーボード (1973年-1983年、1990年-1991年、1999年-2000年、客演2023年)
- スティーヴ・ウォルシュ (Steve Walsh) - ボーカル/キーボード (1973年-1981年、1985年-2014年)
- ロビー・スタインハート (Robby Steinhardt) - ヴァイオリン/ボーカル (1973年-1983年、1997年-2006年) ♰RIP2021年
- デイヴ・ホープ (Dave Hope) - ベース (1973年-1983年、1990年、2000年、客演2023年)
- ジョン・エレファンテ (John Elefante) - ボーカル/キーボード (1981年-1984年)
- スティーヴ・モーズ (Steve Morse) - リードギター (1985年-1989年、1991年)
- グレッグ・ロバート (Greg Robert) - キーボード (1987年-1997年)
- デヴィッド・ラグスデール (David Ragsdale) - ヴァイオリン/リズムギター (1991年-1997年、2006年-2023)
- デヴィッド・マニオン (David Manion) - キーボード (2014年-2018年)

## ディスコグラフィ

### オリジナル・アルバム
| 年     | 邦題                                 | 原題                    | 最高位 | RIAA認定 |
| ------ | ------------------------------------ | ----------------------- | ------ | -------- |
| 1974年 | カンサス・ファースト・アルバム       | Kansas                  | 174位  | 50万枚   |
| 1975年 | ソング・フォー・アメリカ             | Song For America        | 57位   | 50万枚   |
| 1975年 | 仮面劇                               | Masque                  | 70位   | 50万枚   |
| 1976年 | 永遠の序曲                           | Leftoverture            | 5位    | 400万枚  |
| 1977年 | 暗黒への曳航                         | Point Of Know Return    | 4位    | 400万枚  |
| 1979年 | モノリスの謎                         | Monolith                | 10位   | 100万枚  |
| 1980年 | オーディオ・ヴィジョン               | Audio Visions           | 26位   | 50万枚   |
| 1982年 | ビニール・コンフェッション           | Vinyl Confessions       | 16位   |          |
| 1983年 | ドラスティック・メジャーズ           | Drastic Measures        | 41位   |          |
| 1986年 | パワー                               | Power                   | 35位   |          |
| 1988年 | イン・ザ・スピリット・オブ・シングス | In The Spirit Of Things | 114位  |          |
| 1995年 | フリークス・オブ・ネイチャー         | Freaks Of Nature        |        |          |
| 1998年 | オールウェイズ・ネヴァー・ザ・セイム | Always Never The Same   |        |          |
| 2000年 | サムホエア・トゥ・エルスホエア       | Somewhere To Elsewhere  |        |          |
| 2016年 | 暗黙の序曲                           | The Prelude Implicit    | 41位   |          |
| 2020年 | ジ・アブセンス・オブ・プレゼンス     | The Absence of Presence |        |          |

### ライブ・アルバム
| 年     | 邦題                                                                                      | 原題                               | 最高位 | RIAA認定 |
| ------ | ----------------------------------------------------------------------------------------- | ---------------------------------- | ------ | -------- |
| 1978年 | 偉大なる聴衆へ                                                                            | Two For The Show                   | 32位   | 100万枚  |
| 1992年 | ライヴ・アット・ザ・ウイスキー                                                            | Live At The Whisky                 |        |          |
| 1998年 | キング・ビスケット・ライヴ                                                                | King Biscuit Flower Hour Presents  |        |          |
| 2001年 |                                                                                           | Dust in the Wind                   |        |          |
| 2002年 | ディヴァイス・ヴォイス・ドラム                                                            | Device, Voice, Drum                |        |          |
| 2013年 |                                                                                           | There's Know Place Like Home       |        |          |
| 2017年 | レフトオーヴァーチュア・ライヴ&ビヨンド〜『永遠の序曲』40周年記念ライヴ                   | Leftoverture: Live and Beyond      |        |          |
| 2021年 | ポイント・オブ・ノウ・リターン・ライヴ&ビヨンド〜『暗黒への曳航』アニヴァーサリー・ライヴ | Point of Know Return Live & Beyond |        |          |

### コンピレーション・アルバム
| 年     | 邦題                                                   | 原題                                          | 最高位 | RIAA認定 |
| ------ | ------------------------------------------------------ | --------------------------------------------- | ------ | -------- |
| 1984   | ベスト・オブ・カンサス                                 | The Best Of Kansas                            | 154位  | 400万枚  |
| 1994   | 伝承                                                   | The Kansas Boxed Set                          |        |          |
| 2002   | アルティメイト・カンサス                               | The Ultimate Kansas                           |        |          |
| 2008   | プレイリスト：ヴェリー・ベスト・オブ・カンサス         | Playlist: The Very Best of Kansas             |        |          |
| 2015   | 奇跡 (ミラクルズ・アウト・オブ・ノーウェア)            | Miracles Out of Nowhere                       |        |          |
| 2022年 | アナザー・フォーク・イン・ザ・ロード～結成50周年ベスト | Another Fork In The Road - 50 Years Of Kansas |        |          |

### シングル
| 年   | 原題                                    | 最高位 |
| ---- | --------------------------------------- | ------ |
| 1974 | Can I Tell You                          |        |
| 1975 | Bringing It Back                        |        |
| 1975 | Song For America                        |        |
| 1976 | It Takes A Woman's Love (To Make A Man) |        |
| 1976 | Carry On Wayward Son                    | 11位   |
| 1977 | What's On My Mind                       |        |
| 1977 | Point of Know Return                    | 28位   |
| 1978 | Dust in the Wind                        | 6位    |
| 1978 | Portrait (He Knew)                      | 64位   |
| 1979 | Lonely Wind                             | 60位   |
| 1979 | People Of The South Wind                | 23位   |
| 1979 | Reason To Be                            | 52位   |
| 1980 | Hold On                                 | 40位   |
| 1980 | Got To Rock On                          | 76位   |
| 1982 | Play The Game Tonight                   | 17位   |
| 1982 | Right Away                              | 73位   |
| 1982 | Chasing Shadows                         |        |
| 1983 | Fight Fire With Fire                    | 58位   |
| 1983 | Everybody's My Friend                   |        |
| 1984 | Perfect Lover                           |        |
| 1986 | All I Wanted                            | 19位   |
| 1987 | Power                                   | 84位   |
| 1987 | Can't Cry Anymore                       |        |
| 1988 | Stand Beside Me                         |        |
| 1995 | Desperate Times                         |        |
| 1995 | Hope Once Again                         |        |

## 日本公演
- 1980年 Monolith・Tour（モノリス ツアー）　招聘元：ウドー音楽事務所
  - 1月11日（金） 大阪・大阪フェステバルホール
  - 1月13日（日） 福岡・九電記念体育館
  - 1月14日（月） 大阪・大阪フェステバルホール
  - 1月15日（火） 愛知・名古屋市公会堂
  - 1月16日（水） 東京・武道館大ホール

- 1996年
  - 11月12日（火） 川崎市・CLUB CITTA

- 1999年
  - 3月14日 川崎市・CLUB CITTA
  - 3月15日 東京・新宿厚生年金会館
  - 12月31日 沖縄・米軍基地

- 2001年 カンサス・グレイティスト・ヒッツ 「JAPAN TOUR 2001」
  - 1月16日（火） IMPホール 大阪
  - 1月17日（水） BOTTOM LINE 名古屋
  - 1月18日（木） 松本 Mウィング 長野
  - 1月20日（土） 東京厚生年金会館 東京
  - 1月21日（日） 横浜ベイホール 横浜
  - 1月23日（火） Zepp Sendai 仙台
  - 1月24日（水） 八戸市公会堂 青森（中止）
  - 1月25日（木） Zepp Sapporo 札幌

- 2011年
  - 8月26日（金） 川崎市・CLUB CITTA
  - 8月28日（日） 東京・日比谷野外大音楽堂（第2回プログレッシブ・ロック・フェス）